# Cerro El Picacho (Medellín)
El EcoParque Cerro El Picacho es un parque natural ubicado al noroccidente de la ciudad de Medellín. Junto al Cerro Pan de Azúcar, Cerro El Salvador, Cerro El Volador, Cerro La Asomadera, Cerro Las Tres Cruces, Cerro Nutibara y el Cerro Santo Domingo, conforma el grupo de los llamados cerros tutelares de la ciudad de Medellín, una red de accidentes geográficos a lo largo del valle del Aburrá que posee un importante valor histórico, arqueológico, ecológico y turístico ya que posiblemente en la era del Paleolítico este cerro fue un volcán activo.

## Localización

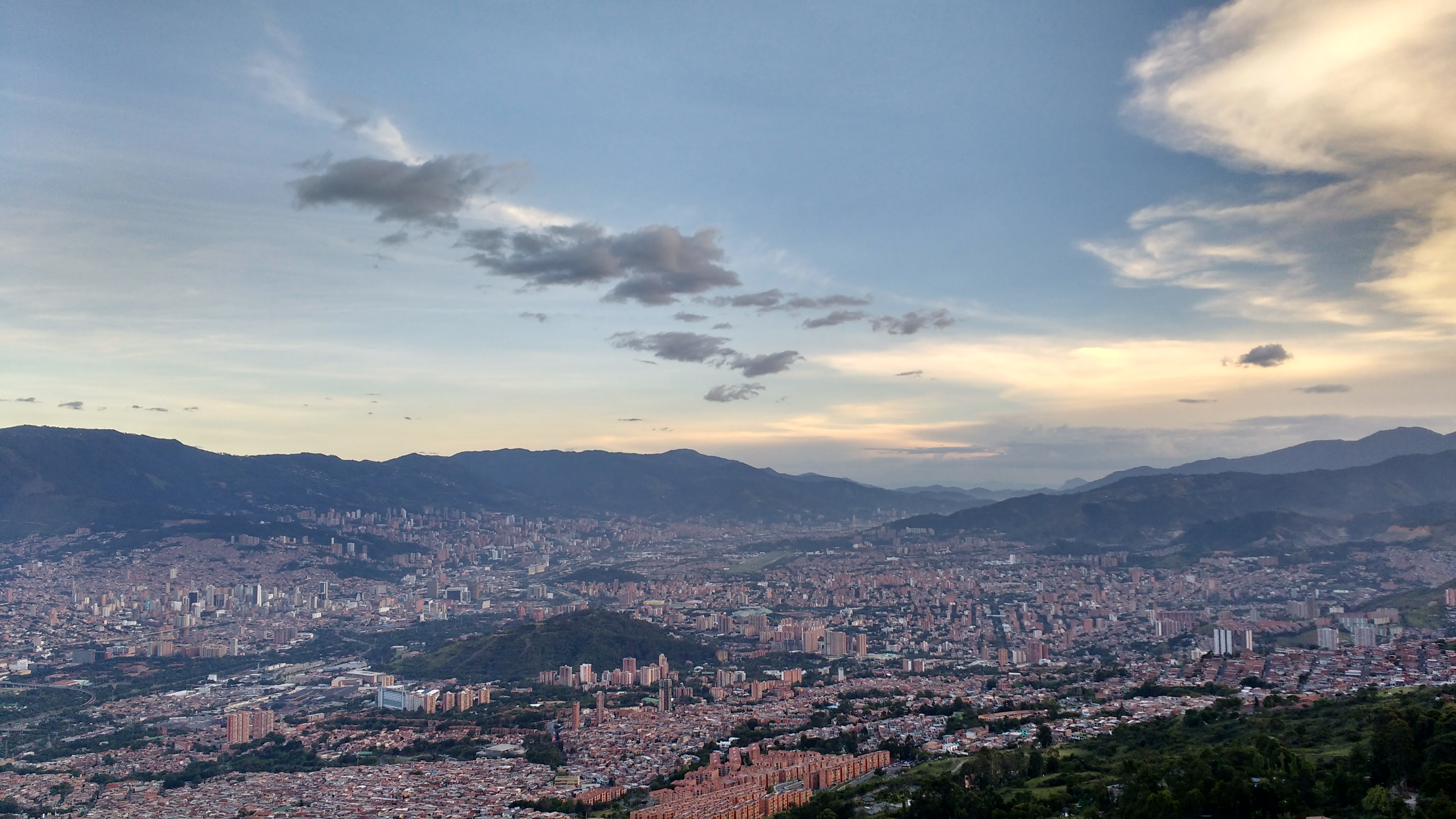
Medellín desde El Picacho

El domicilio del cerro El Picacho ha sido la vertiente noroccidental de Medellín. Sus vecinos más cercanos al sur son el sector de casa-fincas y la cuenca alta de la quebrada La Minitas; al occidente se encuentra la vereda el Picacho y la montaña madre del cerro, llamada cuchilla de Las Baldías, la cual fue separada de su hijo rocoso por una carretera que del corregimiento de San Cristóbal conduce al municipio de San Pedro de los Milagros en el Altiplano norte de Antioquia. La quebrada La Madera representa el límite administrativo entre los municipios de Medellín y Bello, y desciende silenciosamente por el costado norte del cerro en busca del río Medellín. Hacia el oriente del cerro, se encuentran asentados en sus pies rocosos los barrios El Triunfo, El Progreso No.2, El Mirador del 12, Picacho y Picachito.

## Origen y formación
El cerro El Picacho es una formación natural extraordinaria en su forma, cuyo maestro fue la naturaleza, y el cincel para labrarla durante años han sido el viento, la lluvia y el sol, que actúan sobre la superficie de las rocas, creando formas, figuras y texturas caprichosamente fascinantes.
Las rocas de El Picacho han estado expuestas a los fenómenos atmosféricos como el viento, la lluvia y el sol, que han moldeado todas sus caras, desintegrándolas en bloques de variados tamaños como los que actualmente componen el cerro. Estos fenómenos erosivos todavía continúan labrando esta particular forma, evidencia de su continua evolución, además de generar una erosión natural de la que la misma roca. Por eso, el cerro El Picacho surge como un caparazón elegantemente simétrico de rocas, en la vertiente noroccidental de Medellín.

## Historia
Desde el siglo XVIII hasta principios del XX, El Picacho fue un lugar de paso del camino real que venía desde Santa Fe de Antioquia en el río Cauca hacia la pequeña villa de la Candelaria de Medellín. Para entonces, él ya ejercía su condición de cerro tutelar porque guiaba y amparaba a los viajeros a pie que iban o venían por este antiguo camino, que se evidencia hoy en día por la permanencia de algunos vallados en piedra que testimonian la historia de un pasado.
Debido a la importancia de El Picacho como un paraje en el peregrinar constante de los viajeros, Monseñor Félix Henao Botero, fundador de la Universidad Pontificia Bolivariana, en 1936 promovió entre la comunidad campesina, vecina del sector y algunos habitantes de la naciente ciudad, la puesta de una estatua de  Cristo Salvador en toda la cima del cerro El Picacho, con el propósito de convertirlo en un nuevo referente religioso, no solamente entre las comunidades aledañas al cerro, sino también entre los habitantes de la ciudad que se veía crecer de lejos.

## Turismo
Después de la pacificación de los barrios aledaños y de la mejoría en términos de seguridad e infraestructura, El Cerro El Picacho se convirtió en un lugar de deporte y esparcimiento diurno y nocturno. El cerro es accesible desde el barrio El Picacho por una carretera pavimentada, iluminada y casi libre de tráfico automotor que la hacen apta para trotar y pasear mascotas. En la cima del cerro se presentan intensos vientos que favorecen el vuelo de cometas. Los fines de semana, algunos locales establecen ventas informales de chocolate caliente, empanadas, y otros alimentos. En la cima del cerro se erige el Cristo del Picacho, una estatua de Jesús de más de 10 metros de altura que se constituye como el mayor símbolo del Cerro y es lugar de peregrinación. Uno de los atractivos principales del cerro es su vista casi completa de la ciudad de Medellín y los municipios de Bello, Copacabana, Envigado y Sabaneta. 

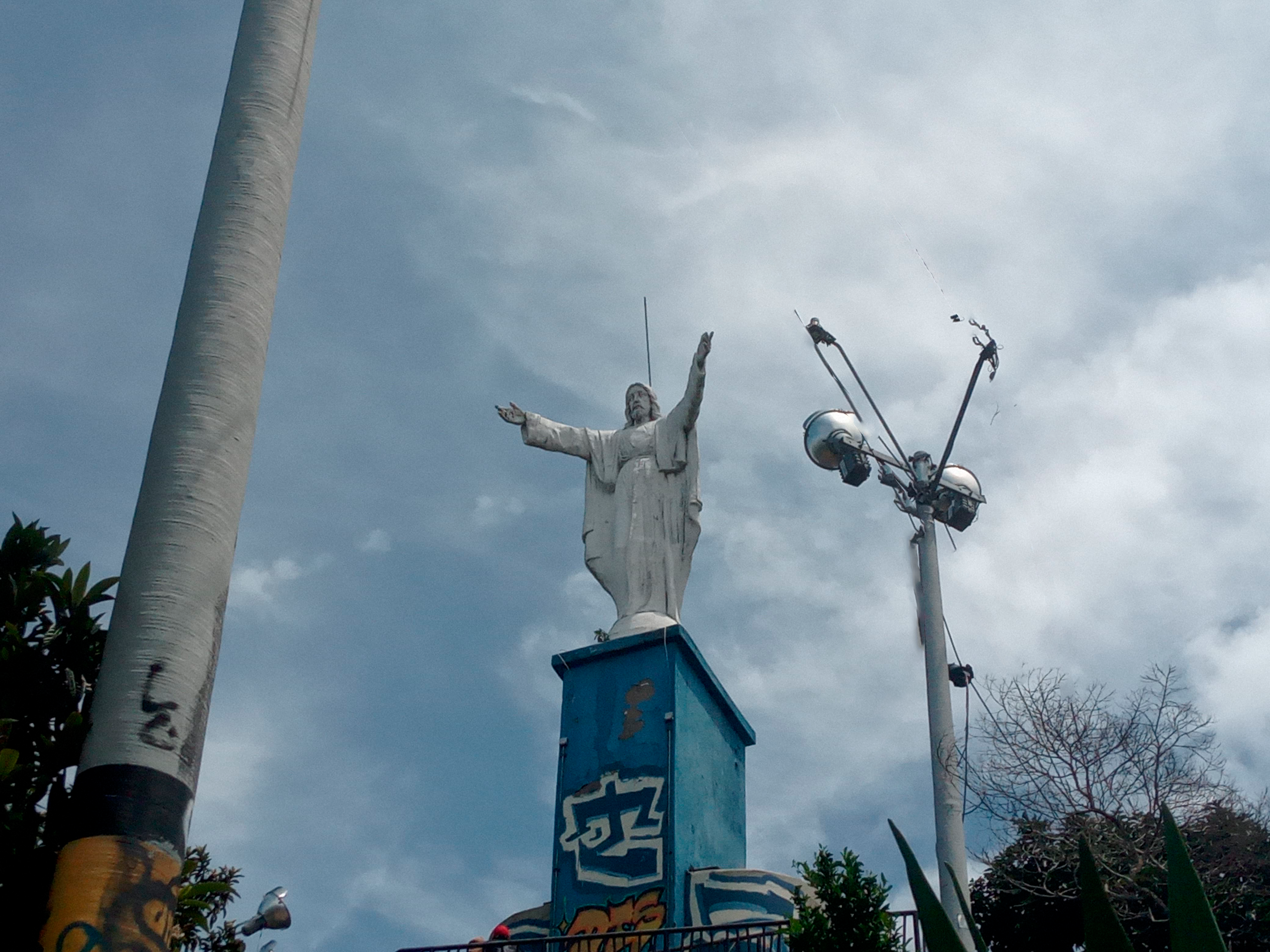
Cristo en lo alto del cerro

### Proyecto Cable El Picacho y El Picachito
Desde 2021 opera el Metrocable Línea P entre la estación Acevedo del Metro y el Cerro El Picacho. El proyecto comprende dos esquemas: uno de transporte público entre el metro y el Barrio El Picacho y otro de tipo turístico entre el Barrio El Picacho y la cima del cerro

## Fauna y Flora

### Flora
El Picacho es especial para Medellín porque aún alberga una muestra del bosque nativo que existió en el Valle de Aburrá. Posee dos áreas boscosas: una al costado norte del cerro y otra cerca al sendero que conduce a la cima. En estos relictos o parches de bosque podemos encontrar árboles de aguacatillo, arrayán, chocho y manzanillo entre otros.
Sin embargo, esta riqueza natural del cerro es amenazada y ultrajada por ciertas personas, quienes extraen tierra de capote, talan árboles para leña y provocan los temibles incendios forestales.
Además, la expansión demográfica presente en las comunas 6 (Doce de Octubre) y 60 (San Cristóbal) del distrito de Medellín conlleva a que en lugar se establezcan construcciones ilegales y dinámicas sociales, económicas y culturales que afectan de gran manera la biodiversidad de este importante cerro.

## Cultura popular
En 1996 el cantante colombiano Darío Gómez lanzó la canción "El morro" en la cual se hace alusión al Cerro el picacho